# Programa Operacional Regional do Norte 2007/2013

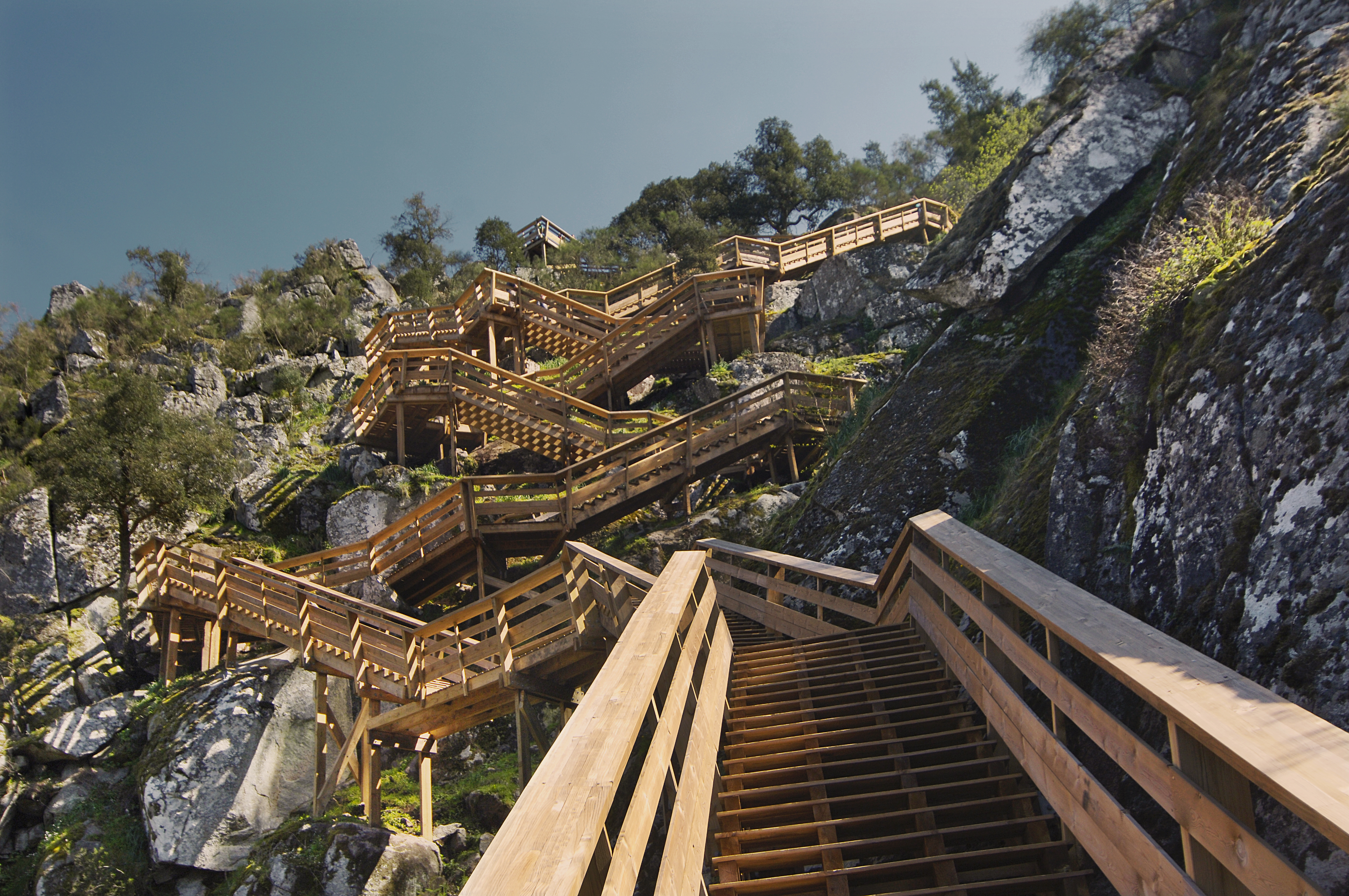
Passadiços do Paiva (Arouca) - Financiados pelo ON.2

O Programa Operacional Regional do Norte 2007/2013, também denominado O Novo Norte ou ON.2, foi um programa operacional e instrumento financeiro de apoio ao desenvolvimento regional do Norte de Portugal (NUTS II), integrado no Quadro de Referência Estratégico Nacional 2007/2013 (QREN) e no novo ciclo de fundos estruturais da União Europeia destinados a Portugal. 
Financiado exclusivamente pelo Fundo Europeu de Desenvolvimento Regional (FEDER), o ON.2 apresentava a mais relevante dotação financeira global dos programas operacionais regionais – 2,7 mil milhões de Euros –, representando 12,5 por cento do orçamento do QREN. Com este montante de fundo estrutural, estimava-se viabilizar um investimento na Região do Norte de cerca de 3,2 mil milhões de Euros. 
Sendo um instrumento financeiro, o ON.2 definia-se ainda como um contributo estratégico para a promoção do desenvolvimento socioeconómico e territorial sustentável da Região do Norte. Nesse contexto, elegia quatro prioridades estratégicas, correspondentes aos seus eixos prioritários (a que se junta um eixo específico, de natureza instrumental, para assistência técnica e financeira à implementação do programa operacional). 
No Eixo I "Competitividade, Inovação e Conhecimento” houve o financiamento dos Sistemas de Incentivos às Empresas do QREN na Região do Norte, distinguindo como beneficiárias as micro e pequenas empresas   e, em alguns casos, as suas associações empresariais. Nesse eixo incluiam-se ainda apoios dirigidos às infraestruturas científicas e tecnológicas, às áreas de acolhimento empresarial, aos parques de ciência e tecnologia e às incubadoras de empresas de base tecnológica. 
Os demais eixos dirigiam-se ao cofinanciamento de projetos de natureza pública e público-privada, em diversos setores socioeconómicos e culturais e no âmbito de políticas de território e ambiente, tendo sobretudo por potenciais beneficiários os organismos da administração pública central, as autarquias locais e respetivas associações, as juntas metropolitanas e as agências de desenvolvimento regional, entre outras pessoas coletivas de direito público e de direito privado.
| Eixos Prioritários (ON.2)                        | FEDER         | Peso Relativo |
| ------------------------------------------------ | ------------- | ------------- |
| 1. Competitividade, Inovação e Conhecimento      | 962.002.177   | 36,1%         |
| 2. Valorização Económica de Recursos Específicos | 230.406.824   | 8,7%          |
| 3. Valorização do Espaço Regional                | 260.814.425   | 9,8%          |
| 4. Coesão Local e Urbana                         | 1.133.512.510 | 42,6%         |
| 5. Assistência Técnica                           | 74.909.197    | 2,8%          |
| TOTAL                                            | 2.661.645.133 | 100%          |